# Бенджамін Франклін
Бенджамін Франклін (англ. Benjamin Franklin; 17 січня 1706, Бостон, Британська Америка — 17 квітня 1790, Філадельфія, США) — один із засновників США, політичний діяч, дипломат, науковець, письменник, журналіст, видавець, масон. Один з лідерів війни за незалежність США. Один із розробників дизайну Великої Державної Печатки США (Великої печатки). Його вважають національним героєм США.
Як учений він був помітною фігурою в історії фізики, зробивши відкриття в галузі електрики. Як політичний автор і активіст він більше, ніж хто-небудь був автором ідеї Американської нації. Бувши дипломатом протягом Американської революції, він уклав альянс з Францією, що допомогло захистити незалежність.
Бенджамін Франклін — єдиний з батьків-засновників, хто скріпив своїм підписом всі три найважливіші історичні документи, що лежать в основі утворення Сполучених Штатів Америки як незалежної держави: Декларацію незалежності США, Конституцію США і Версальський мирний договір 1783 року (Другий Паризький мирний договір), що формально завершив війну за незалежність тринадцяти британських колоній в Північній Америці від Великої Британії.
Портрет Бенджаміна Франкліна є на стодоларовій купюрі федеральної резервної системи США з 1914 року.
Найстаріший делегат Філадельфійського конвенту. За винятком, можливо, Джорджа Вашингтона, найвідоміша людина в Америці. Один із «батьків-засновників США».

## Біографія
Народився 17 січня 1706 в Бостоні. Був 15-ю дитиною в сім'ї (всього 17 дітей) емігранта з Англії Джозая Франкліна (1652—1745) — ремісника, що займався виготовленням мила і свічок. Освіту здобув самостійно. Джозая хотів, щоб син ходив до школи, але грошей у нього вистачило тільки на два роки навчання. З 12-ти років Бенджамін почав працювати підмайстром в друкарні свого брата Джеймса, і друкарство стало його основною спеціальністю на багато років.
У 1727 році заснував у Філадельфії власну друкарню. Видавав (1729—1748) «Пенсільванську газету», в 1732—1758 — щорічник «Альманах бідного Річарда», якого читали в цілому краї.
У 1727 році заснував Філадельфійський дискусійний гурток ремісників і торговців «Клуб шкіряних фартухів» («Джунто»), що перетворився в 1743 в Американське філософське товариство.
В 1731 році заснував першу публічну бібліотеку в Америці, в 1743 — Американське філософське товариство, в 1751 — Філадельфійську академію, яка стала основою Пенсільванського університету. З 1737 по 1753 виконував посаду поштмейстера Пенсільванії, з 1753 по 1774 — ту ж посаду в масштабі всіх північноамериканських колоній.
У 1776 році Франклін направлений послом до Франції з метою домогтися союзу з нею проти Англії, а також позики. Був обраний членом академій багатьох країн, в тому числі й Російської академії наук (1789 рік, перший американський член Петербурзької АН).
Він був масоном, і входив в найбільшу масонську ложу «Дев'ять Сестер».
Попри поганий стан здоров'я у 1787 році, не був присутній лише на кількох засіданнях, куди його носили на спеціальному кріслі. Хоча він не погоджувався з деякими положеннями Конституції, але вважав, що жоден інший конвент не створить кращого документа.
Один з авторів американської Конституції (1787). Автор афоризму «Час — гроші» (з «Рад молодому купцеві», 1748).
Помер 17 квітня 1790 року. На його похорон у Філадельфії зібралося близько 20 000 осіб.

### Походження
Батько Бенджаміна Франкліна Джозая Франклін (англ. Josiah Franklin) народився у містечку Ектон в Нортгемптонширі, Англія 23 грудня 1657 року. Він був сином коваля і фермера Джена Вайта. Мати — Абія Фолгер (англ. Abiah Folger) народилася 15 серпня 1667 року і походила з Нантакета, Массачусетс. Вона була донькою Пітера Фолгера — мірошника і вчителя та його жінки Мері Морріл. Один із нащадків Фолгерів Дж. А. Фолгер згодом, у ХІХ столітті заснував кавову компанію.

#### Погляди
В основі політичних поглядів Бенджаміна Франкліна лежала концепція природних і невід'ємних прав людини, до яких він відносив життя, свободу, власність. Виступав за відокремлення колоній від метрополії та проголошення політичної незалежності, проти посилення ролі виконавчої влади, зокрема, проти надання Джорджу Вашингтону надзвичайних повноважень, був рішучим противником рабства. Проте Франклін ніколи не стверджував, що політичне представництво повинно ґрунтуватися на загальному виборчому праві. За своїми філософськими поглядами Бенджамін Франклін тяжів до деїзму. Ортодоксальній церковній догмі протиставляв ідею «природної релігії», в якій роль бога зводилася до акту створення світу. Сформулював трудову теорію вартості.

### Оцінки
З листа Максиміліана Робесп'єра, адресованого Б. Франкліну: «Ви славнозвісний вчений світу …».
Дейл Карнегі: «Якщо ви хочете отримати чудові поради про те, як поводитися з людьми, керувати самим собою і вдосконалювати свої особисті якості, прочитайте автобіографію Бенджаміна Франкліна — одну з найбільш захоплюючих історій життя».
Рішенням Всесвітньої Ради Миру ім'я Франкліна включено в список найбільш видатних представників Людства.

## Наукова та винахідницька діяльність

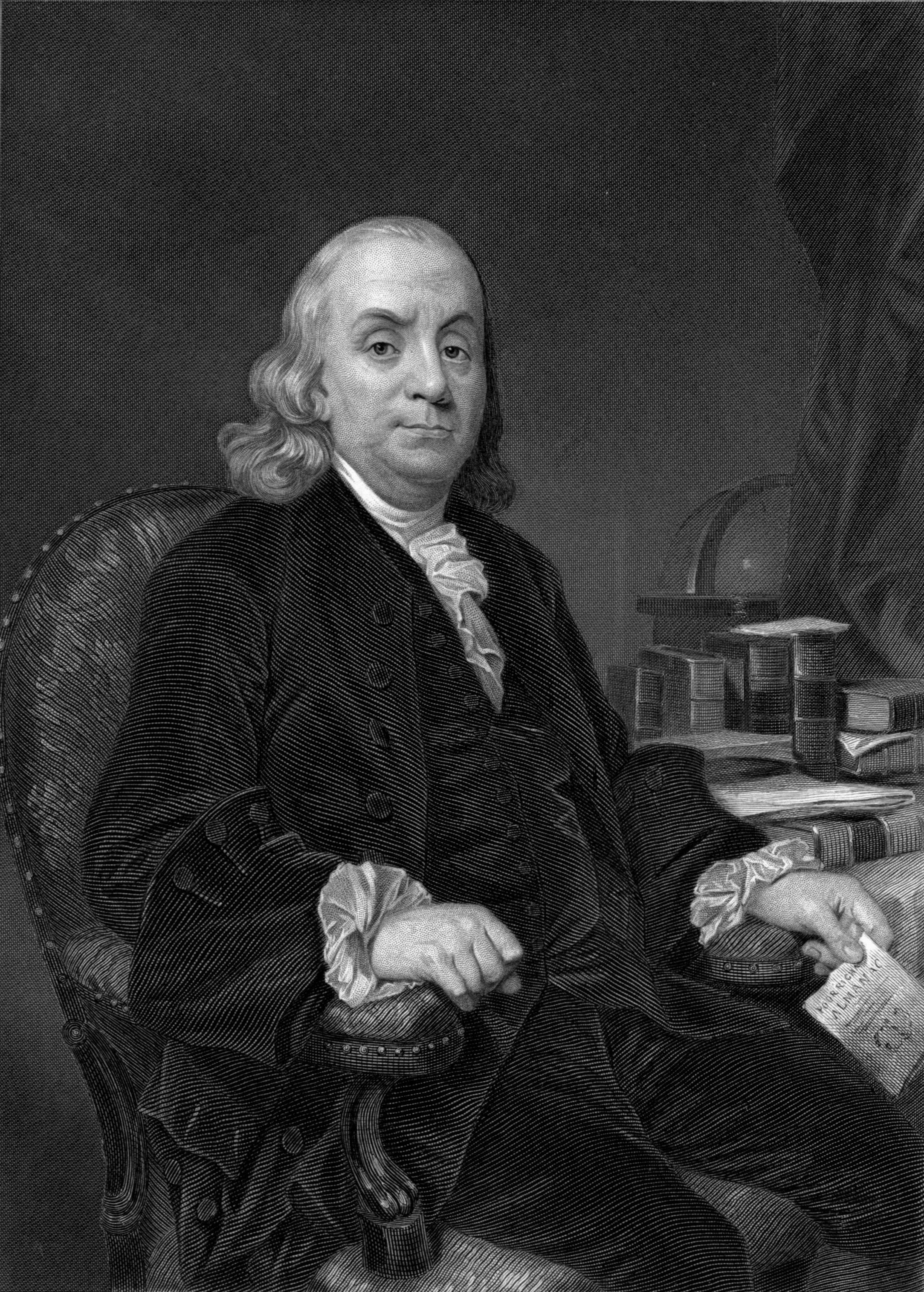
Портрет Б. Франкліна роботи Алонзо Чаппела (1873)

- Ввів загальноприйняте тепер позначення електрично заряджених станів «+» і «-»;
- пояснив принцип дії лейденської банки, встановивши, що головну роль у ній відіграє діелектрик, що розділяє електропровідні обкладки;
- встановив тотожність атмосферної і одержуваної за допомогою тертя електрики і навів доказ електричної природи блискавки;
- встановив, що металеві вістря, з'єднані з землею, знімають електричні заряди з заряджених тіл навіть без зіткнення з ними і запропонував у 1752 році проєкт блискавковідводу;
- висунув ідею електричного двигуна і продемонстрував «електричне колесо», що обертається під дією електростатичних сил;
- вперше застосував електричну іскру для вибуху пороху;
- зібрав ґрунтовні дані про штормові вітри (норд-Ости) і запропонував теорію, що пояснює їхнє походження;
- отримав патент на конструкцію крісла-гойдалки;
- винайшов економну малогабаритну піч для дому (1742) (назви: англ. Franklin stove — піч Франкліна, або англ. Pennsylvania fireplace — Пенсільванський камін);
- удосконалив скляну гармоніку;
- розробив власну систему управління часом;
- винайшов біфокальні окуляри (1784);
- за його участю були проведені вимірювання швидкості, ширини і глибини Гольфстріму, і цю течію, назву якій дав Бенджамін Франклін, було нанесено на мапу (1770).

Будучи поштдиректором, він звернув увагу на скарги, що поштові пакети, що висилаються з Фалмуту в Нью-Йорк, йшли на два тижні довше, ніж звичайні торгові судна з Лондона до Нью-Порта (місто розташоване дещо на схід від Нью-Йорка). Виявилося, що виною тому був Гольфстрім. Поштовими суднами командували англійські моряки, незнайомі з цією течією, а торговими суднами — американські моряки, які замолоду брали участь у морських промислах біля берегів Америки. За наполяганням Франкліна моряки стали наносити свої спостереження на карти, результатом чого стала перша карта Гольфстріму.

## Деякі з творів Франкліна

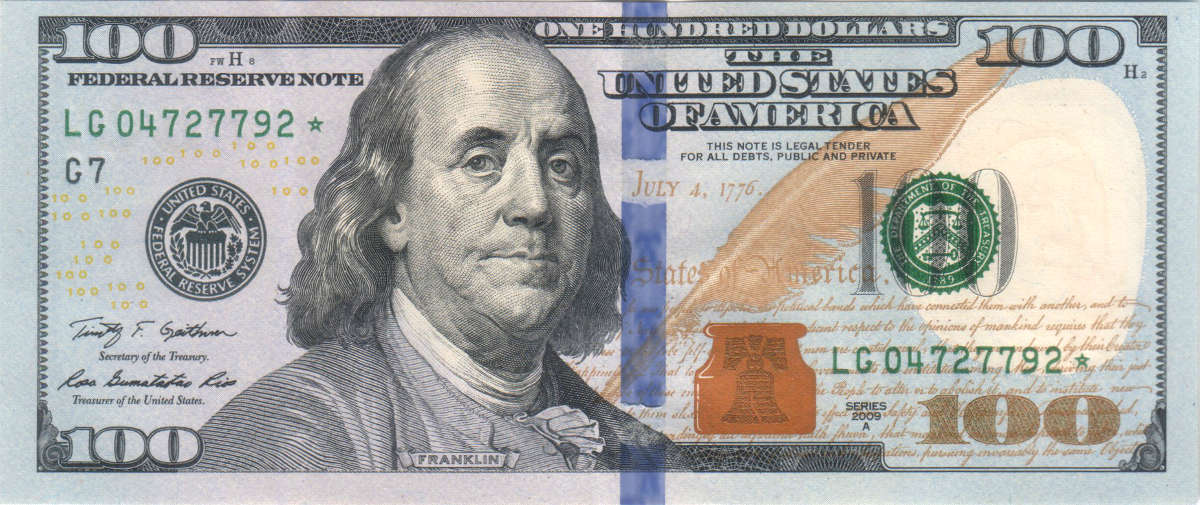
Портрет Бенджаміна Франкліна на банкноті 100 доларів зразка 2009 року

- «Як я опинився на ста доларах» — автобіографія, видана українською у видавництві «Куркуль»;
- «Міркування про свободу і необхідність, насолоду і страждання»;
- «Досліди і спостереження над електрикою»;
- «Необхідні поради тим, хто хотів би стати багатим»;
- «Шлях до достатку»;
- «Альманах бідного Річарда»;
- «Свисток» (лист — розповідь).

### Цікаві факти
- Б. Франклін передбачив появу кріоніки. Рівно через 200 років після появи його напівжартівливих міркувань про «Подорожі в бочці мадери», було кріоновано першу людину.
- Б. Франклін і А. Гамільтон — державні діячі США, зображені на банкнотах, але які при цьому не були президентами. Б. Франкліна зобразили на банкноті номіналом 100 доларів з 1914 року.
- Дослід Б. Франкліна з повітряним змієм і отриманням заряду повторили в науково-популярній телевізійній програмі «MythBusters» (Руйнівники міфів) — 48 серія.

## Нагороди
Франклін отримав медаль Коплі за 1753 рік.

## Вшанування пам'яті
- На честь Бенджаміна Франкліна названо астероїд 5102 Бенфранклін[3].
- Медаль Бенджаміна Франкліна (англ. Benjamin Franklin Medal) або «Нагороди Інституту Франкліна» (англ. Franklin Institute Awards) — набір медалей за наукові й технічні досягнення, що вручається з 1998 року Інститутом Франкліна (Філадельфія, штат Пенсільванія, США).
- Медаль Бенджаміна Франкліна (Американське філософське товариство) (англ. Benjamin Franklin Medal) — нагорода від Американського філософського товариства, яку також називають «Медаль двохсотліття Бенджаміна Франкліна» (англ. Benjamin Franklin Bicentennial Medal), вручається з 1906 року.
- Медаль Бенджаміна Франкліна (Королівське товариство мистецтв)[en] (англ. Royal Society of Arts Benjamin Franklin Medal) — нагорода від Королівського товариства мистецтв заснована у 1956 році в ознаменування 250-ї річниці від дня народження Бенджаміна Франкліна.

## Основні дати життя Б. Франкліна
Хронологія складена на основі наступних джерел:
- «Як я опинився на ста доларах» — автобіографія Бенджаміна Франкліна
- Иванов Р. Ф. Франклин. — М.: Мол.гвардия,1972.-(ЖЗЛ. Вып.11)
- Абрамов Яков Васильевич. В. Франклин, его жизнь, общественная и научная деятельность: Биографический очерк. — СПб., 1891.
- The Electric Benjamin Franklin, Benjamin Franklin Timeline [Архівовано 17 березня 2007 у Wayback Machine.] на ushistory.org

| 1706      | 17 січня народився в Бостоні, наймолодший син Джозаї та Авії (Фолгер) Франклін. |
| 1714      | Вступив в Бостонську латинську / граматичну школу. Провчився лише рік, бо батько не зміг оплачувати навчання. |
| 1716–1718 | Помічник батька в майстерні по виготовленню свічок та варіння мила. |
| 1717      | • Починає читати книги «Порівняльні життєписи» Плутарха, «Спроба про проекти» (An Essay Upon Projects) Даніеля Дефо, «Спроби робити добро» (Essays to Do Good) Коттона Мазера . • Винаходить ласти для рук. • Декілька днів на випробувальному терміні вчиться на ножаря. |
| 1718–1723 | Учень в типографії свого зведеного брата Джеймса. |
| 1718      | Пише дві балади на морську тематику на замовлення брата Джеймса, які друкуються в його типографії. Одна балада — з нагоди загибелі знаменитого пірата Чорна борода. |
| 1720      | Перестає по можливості відвідувати церкву в неділі, щоб мати вільний час для самоосвіти: читання і вправляння в написанні прози. |
| 1721      | • Джеймс Франклін починає видавати газету The New-England Courant (друга газета, що почала видаватися на території Тринадцяти колоній, першою була The Boston News-Letter). • Прочитавши декілька книг, зокрема спрямованих проти деїзму, Бенджамін стає натомість справжнім деїстом («became a thorough Deist», як пише Б. Франклін в «Автобіографії»). |
| 1722      | • Стає вегетаріанцем, передовсім, щоб економити на харчуванні, а на заощаджені гроші купувати більше книг. • 2 квітня. Публікує в першу свою статтю під псевдонімом Мовчальниця, яка є ніби вдовою середніх років. |
| 1723      | • Січень. Стає видавцем Нью-Інгленд курант після арешту і відбуття терміну у в'язниці Джеймсом за публікацію в газеті «образливої» статті для асамблеї Массачусетса. • Вересень. Тікає від учнівства в брата, їде в Нью-Йорк, а потім до Філадельфії. • Винаймає житло у Джона Ріда, чия дочка Дебора стане дружиною Б. Франкліна в 1730 р. |
| 1723–1724 | Працює помічником в типографії Семюела Кеймера в Філадельфії. Перша оплачувана робота Б. Франкліна. |
| 1724      | • Повертається додому в Бостон, пробує позичити у батька гроші, щоб заснувати власну типографію. Батько відмовляє, рекомендує заощаджувати гроші і при повнолітті (21 рік) Бенджаміна обіцяє допомогти відкрити власну справу. • Губернатор Пенсільванії Сір Вільям Кейт неодноразово підмовляє Б. Франкліна заснувати нову газету у Філадельфії і поїхати в Лондон, щоб купити поліграфічне обладнання. Обіцяє гарантійні листи на отримання грошей в Лондоні. Цих листів, нібито переданих капітану корабля, не було, губернатор виявився непорядним балакуном. Франклін опиняється в Лондоні у фінансовій скруті. • Перед від'їздом до Лондона Бенджамін і Дебора домовляються про можливе одруження. • Працює у Лондоні в друкарні Семюела Палмера. |
| 1725      | • Сам друкує у невеликій кількості екземплярів брошуру зі своїм першим філософським памфлетом «Дисертація про свободу і необхідність, задоволення і страждання» («A Dissertation upon Liberty and Necessity, Pleasure and Pain»). • Залишає друкарню Палмера, переходить працювати в більшу і краще оснащену друкарню Джона Вотса. • У вільний від роботи час відвідує театри, багато читає, знайомиться з відомими і цікавими людьми. |
| 1726      | • Липень. Відпливає з Лондона в Америку. • Серпень. Дебора Рід, якій з Лондона Франклін не послав ні однієї звістки, виходить заміж за гончара Джона Роджерса. • 11 жовтня. Б. Франклін припливає у Філідельфію і працює на Томаса Денхама, купця, який позичив йому грошей, щоб повернутися додому з Англії. Франклін працює бухгалтером і прикажчиком в магазині Денхама, продає імпортовані з Англії одяг і обладнання. |
| 1727      | • В лютому Б. Франклін тяжко захворює на плеврит. • Помирає Т. Денхам, найімовірніше від запалення легень. Франклін змушений повернутися у друкарню Семюела Кеймера. • 1727 чи 1728 Франклін має стосунки з жінкою, в результаті яких 1728 чи 1729 народжується його позашлюбний син Вільям. Існує сумнівна версія, що матір'ю Вільяма була Дебора Рід. • Заснував Філадельфійський дискусійний гурток «Джунто». |